# ブリング・ヤー・トゥー・ザ・ブリンク〜究極ガール
『ブリング・ヤー・トゥー・ザ・ブリンク〜究極ガール』（Bring Ya to the Brink）は、シンディ・ローパーが2008年にリリースした9枚目のスタジオ・アルバム。発売元はエピック・レコード。

## 概要
メジャー・レコーディングでのフルアルバムとしては12年ぶりとなるリリース。マックス・マーティンやベースメント・ジャックスがライターやプロデューサーとして参加。収録曲の「イントゥ・ザ・ナイト・ライフ」と「セイム・オールド・ストーリー」が全米ビルボードクラブチャートで首位記録。

## 収録曲
| #   | タイトル                         | 作詞 | 作曲・編曲 | 時間 |
| --- | -------------------------------- | ---- | ---------- | ---- |
| 1.  | 「ハイ&マイティー」              |      |            | 4:43 |
| 2.  | 「イントゥ・ザ・ナイト・ライフ」 |      |            | 4:00 |
| 3.  | 「ロッキング・チェアー」         |      |            | 3:39 |
| 4.  | 「エコー」                       |      |            | 3:55 |
| 5.  | 「ライフ」                       |      |            | 3:38 |
| 6.  | 「セイム・オールド・ストーリー」 |      |            | 5:54 |
| 7.  | 「レイジング・ストーム」         |      |            | 5:23 |
| 8.  | 「レイ・ミー・ダウン」           |      |            | 3:28 |
| 9.  | 「ギヴ・イット・アップ」         |      |            | 3:23 |
| 10. | 「セット・ユア・ハート」         |      |            | 3:42 |
| 11. | 「グラブ・ア・ホールド」         |      |            | 3:27 |
| 12. | 「レイン・オン・ミー」           |      |            | 4:24 |

| #   | タイトル                 | 作詞 | 作曲・編曲 | 時間 |
| --- | ------------------------ | ---- | ---------- | ---- |
| 13. | 「ガット・キャンディー」 |      |            | 3:53 |
| 14. | 「キャント・ブリーズ」   |      |            | 3:58 |